# Alexandre Yankoff
Alexandre Yankoff (né le 27 juin 1931 à Nevers et mort le 2 novembre 2015 à Vienne (Isère)) est un athlète français, spécialiste du 400 mètres haies.

## Biographie

### Palmarès
- 8 sélections en Équipe de France A
- Champion de France du 400 mètres haies en 1958[1].

Il participe aux Jeux olympiques de 1956, à Melbourne, où il est éliminé dans les séries du 400 m haies (4e en 53 s 1).